# 건강 (지명)

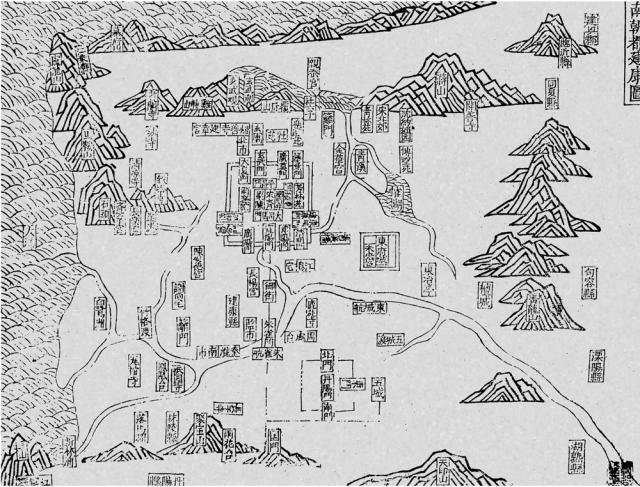

건강(建康)은 육조 시대의 수도이며, 현재의 중화인민공화국 장쑤성 난징시의 옛 이름이며, 건강의 성터 유적은 현재까지 난징시에 남아 있다.

## 역사
삼국 시대 때 말릉(秣陵)에서 건업(建業)으로 이름을 바꾸었으며, 동오(東吳)의 수도였다. 이후 동진(東晉)의 초대 황제인 원제(元帝)가 서진(西晉)의 마지막 황제인 민제(愍帝) 사마업(司馬業)의 휘(諱)인 '업'과 건업의 '업'의 글자가 같아, 피휘를 위해 313년 건업을 건강(建康)으로 개명하였으며, 이후 동진과 남조(南朝) 시대의 수도 역할을 담당하였다. 남북조 시대에 화남의 상업 중심지로 자리잡았으며, 인구가 100만에 이르러 북조(北朝)의 수도인 낙양에 비견되었다. 후경의 난 당시인 549년에 후경(侯景)에 의해 포위되었으며, 1년여 동안의 공성전 동안 많은 사람이 살해되거나 굶어 죽었다. 수나라의 통일 당시에 파괴되었으며, 당나라 시기에 재건되어 이름을 금릉(金陵)으로 고쳤다. 오대 십국 시대에는 강녕(江寧)으로 불렸으며, 남송 당시에는 건강으로 회귀하였다. 명나라 시대에 남경(南京)으로 개명하였으며, 이후 현재까지 이름을 유지하였다.

## 같이 보기
- 난징시
- 육조 시대